# La escondida
La escondida eés una pel·lícula mexicana dirigida per Roberto Gavaldón, basada en la novel·la homònima escrita per Miguel N. Lira en 1947 i adaptada per Gunther Gerzso i José Revueltas. Forma part de la producció cinematogràfica de l'Època d'Or del cinema mexicà. Es va filmar a partir del 4 de novembre de 1955 als Estudios Churubusco i es va estrenar el 18 de juliol de 1956 al cinema Mèxic i va romandre sis setmanes en cartellera.
S'ambienta en l'època de la Revolució Mexicana i el discurs històric és present en la narrativa dels personatges. Fou exhibida al 9è Festival Internacional de Cinema de Canes.

## Sinopsi
En la Hisenda El Vergel a Tlaxcala (1909), Gabriela (María Félix) i Felipe Rojano (Pedro Armendáriz) s'enamoren profundament. Tots dos fills de peons planegen casar-se i veuen minvat el pla quan se separen perquè Felipe es culpa d'un delicte inculpat a ella.

## Repartiment
- María Félix - Gabriela
- Pedro Armendáriz - Felipe Rojano
- Andrés Soler - general Nemesio Garza
- Arturo Martínez - don Cosme
- Domingo Soler - Tata Agustino
- Jorge Martínez de Hoyos - Máximo Tepal
- Carlos Agostí - Octavio Moreno
- Sara Guash - Hortensia
- Miguel Manzano - señor Chente
- Carlos Riquelme - doctor Herrerías
- Eduardo Alcaraz - Ariza, funcionario
- Rafael Alcayde - don Esteban
- Manuel Dondé - El Tuerto, peón
- Nora Veryán - venedora de auguamiel
- Alicia del Lago - venedora de auguamiel
- Arturo "Bigotón" Castro - conductor del tren
- Alfredo "Wally" Barrón - don Ventura
- Hernán Vera - recaptador de rentas

## Premis
Premis Ariel
| Categoria     | Persona      | Resultat  |
| ------------- | ------------ | --------- |
| Millor Edició | Jorge Bustos | Guanyador |